# Zeig mir den Platz an der Sonne
Zeig mir den Platz an der Sonne ist ein Lied des österreichischen Sängers Udo Jürgens aus dem Jahr 1971 zu einem Text von Eckart Hachfeld. Das Lied wurde für die ARD-Fernsehlotterie Ein Platz an der Sonne geschrieben und ist der Titelsong des gleichnamigen Schallplattenclub-Albums von Jürgens.
Die Ursprungsversion des Songs wurde am 23. August 1971 auf Ariola in Deutschland als Single veröffentlicht. Dabei dauerte die Darbietung des Liedes 3:52 Minuten. In Deutschland platzierte sich das Lied auf Platz 14 und war insgesamt 19 Wochen in den Charts vertreten.
Bereits 1971 wurde das Lied von James Last gecovert (Non Stop Party 13), später von Jens Otten, Maite Kelly, Klaus Dittmar und von Stefan Mross auf seinem Album Musik fürs Herz. Udo Jürgens selbst veröffentlichte zudem eine französische Version des Liedes unter dem Titel Dis-moi le nom de ton ile.